# Josef Hollweck
Josef Hollweck (* 16. Januar 1854 in Pfaffenhofen bei Kastl; † 10. März 1926 in Eichstätt) war ein römisch-katholischer deutscher Priester, Theologe und Kirchenrechtler.

## Leben
Er studierte Philosophie und Theologie am Lyceum in Eichstätt. Nach der Priesterweihe 1879 promovierte er 1890 im Fach Theologie. Von 1892 bis 1920 lehrte er als Professor für Kirchenrecht am Eichstätter Lyceum. 1906 wurde er zum Domkapitular gewählt.

## Schriften (Auswahl)
- Der Apostolische Stuhl und Rom. Eine Untersuchung über die rechtliche Natur der Verbindung des Primates mit der Sedes Romana. Mainz 1895.
- Das kirchliche Bücherverbot. Ein Commentar zur Constitution Leo's XIII. Officiorum ac munerum vom 24. Januar 1897. Mainz 1897.
- Das Testament des Geistlichen nach kirchlichem und bürgerlichem Recht. Mainz 1901.
- Dr. Philipp Hergenröthers Lehrbuch des katholischen Kirchenrechts. Freiburg 1905.